# Malik Asselah
Malik Asselah (Argel, 8 de julio de 1986) es un futbolista argelino que juega en la demarcación de portero. Actualmente se encuentra sin equipo.

## Selección nacional
Hizo su debut con la selección de fútbol de Argelia en un partido amistoso contra Mauritania que finalizó con un resultado de 3-1 tras el gol de Moctar Sidi El Hacen para Mauritania, y de Sofiane Hanni, Baghdad Bounedjah y Nabil Bentaleb para Argelia.

## Clubes
| Club            | País           | Año       | Partidos | Goles |
| --------------- | -------------- | --------- | -------- | ----- |
| NA Hussein Dey  | Argelia        | 2006-2010 | 103      | 0     |
| JS Kabylie      | Argelia        | 2010-2014 | 81       | 0     |
| CR Belouizdad   | Argelia        | 2014-2016 | 49       | 0     |
| JS Kabylie      | Argelia        | 2016-2018 | 43       | 0     |
| Al-Hazem FC     | Arabia Saudita | 2018-2022 | 67       | 0     |
| Al-Kholood Club | Arabia Saudita | 2022-2023 | 6        | 0     |